# Chapitre (confrérie)
Pour les articles homonymes, voir Chapitre.
 (décembre 2023).
Si vous disposez d'ouvrages ou d'articles de référence ou si vous connaissez des sites web de qualité traitant du thème abordé ici, merci de compléter l'article en donnant les références utiles à sa vérifiabilité et en les liant à la section « Notes et références ».
Un chapitre d'une confrérie est un rassemblement ou une réunion avec des membres d'une confrérie dans un but de promotion, de décoration de personnes...

## Description
Les confréries tiennent des assemblées régulières appelées « chapitres ». Certains chapitres solennels donnent lieu à des manifestations extérieures telles que messes, processions, proclamations, etc. Les chapitres sont fréquemment l’occasion de joyeux  banquets, souvent assortis de chansons plus ou moins lestes.
Elle peut avoir lieu de manière différentes selon les confréries : une à plusieurs par an. Elles se font en accord avec les chapitres (ou règles) de la confrérie.